# Doğa Zeynep Doğuşlu
Doğa Zeynep Doğuşlu (* 26. Mai 2000 in Istanbul) ist eine türkische Schauspielerin.

## Leben und Karriere
Doğuşlu wurde am 27. Mai 2000 in Istanbul geboren. Sie absolvierte das Gymnasium. 2015 bekam sie in dem Film Mustang die Hauptrolle. Anschließend trat sie in der Fernsehserie Babam ve Ailesi auf. Außerdem wurde sie 2020 für die Serie Zümrüdüanka gecastet. Unter anderem war Doğuşlu 2022 in Manno-Pause zu sehen.

## Filmografie (Auswahl)
- 2015: Mustang (Film)
- 2016: Babam ve Ailesi (Fernsehserie, 13 Episoden)
- 2017: Deli Gönül (Fernsehserie, 10 Episoden)
- 2018: Koca Koca Yalanlar (Fernsehserie, 12 Episoden)
- 2020: Zümrüdüanka (Fernsehserie, 22 Episoden)
- 2022: Manno-Pause (Fernsehserie, 6 Episoden)